# Paddockwood (Saskatchewan)
Paddockwood je vesnice v kanadské provincii Saskatchewanu. Bylo nazváno podle města Paddock Wood v Kentu, v Anglii.
V prvních letech 20. století emigroval pan Fred Pitts na dřevařské území v Kanadě. V roubené chalupě, kterou si tu vybudoval jako svůj domov, založil místní poštovní úřad, doručoval jezdecky dopisy a balíčky pro usedlíky zdejšího osídlení. Osadu pojmenoval Paddockwood po vesnici v Anglii, kterou dříve opustil.
Paddockwood byl sídlem prvního „špitálu“ Červeného kříže na území Britské říše, který byl založen po první světové válce.
Čtenáři v Paddockwoodu jsou obsluhování místní knihovnou, Paddockwood Public Library.  K dispozici tu je také devítijamkové golfové hřiště klubu Helbig's Forest 9 hole Course Golf Club  Území Paddockwoodu patří pod správu institucí Saskatchewan Provincial Constituency of Saskatchewan Rivers  a Federal Electoral District of Prince Albert.

## Demografie
Podle kanadského sčítání obyvatelstva z roku 2006 měla vesnice 125 obyvatel, což znamená úbytek 46% od sčítání roku 2001. Počet příbytků činil 64 stavení, z toho běžných obydlí 56.

## Poloha a mapy
- Zeměpisná šířka (DMS) 53° 31' 00" s. z. š.
- Zeměpisná délka (DMS) 105° 34' 00" z. z. d.
- Dominion Land Survey Sec.25, Twp.52, R.25, W2
- Časová zóna UTC-6[8]

## Umístění vzhledem k blízkým obcím a geografickým celkům
| Severozápad: Emmino jezero Christopherovo jezero | Sever: Northern Provincial Forest | Severovýchod: Svícové jezero Lovecké jezero |
| Západ: Northside\| Christopher Lake              | Paddockwood                       | Východ: Meath Park \| Weirdale              |
| Jihozápad: Spruce Home                           | Jih: Albertville \| Henribourg    | Jihovýchod: Janow Corners                   |

Na sever od obce se dále nalézají jezera (postupně k severu): Forest Gate, Rebittovo jezero, McConechyovo jezero a nejbližším velkým jezerem je Montreal (zároveň seřazena i od nejmenšího k největšímu).
Na jihozápad od obce se nachází jezernaté území s mnoha malými jezírky a několika většími včetně jezera Cheal a Russellovo jezero.
Na východ od Paddockwoodu se od obce Meath Park nachází podél silnice Highway 55 další menší obce (postupně na východ až ke Smeatonu): Weirdale, Foxford a Shipman. Přímo na východ leží Staré jezero a jezero Birchbark.